# Juzennecourt
Juzennecourt est une commune française située dans le département de la Haute-Marne, en région Grand Est.

## Géographie

### Hydrographie
La commune est dans la région hydrographique « la Seine de sa source au confluent de l'Oise (exclu) » au sein du bassin Seine-Normandie. Elle est drainée par la Blaise, divers bras de la Blaise, le Fossé 01 des Prés Pris, le Fossé 01 du Val Gibert, le Fossé 01 du Val Grégoire, le Fossé 02 du Val Gibert, le Fossé 03 du Fourneau et le Fossé 04 du Fourneau,.
La Blaise, d'une longueur de 86 km, prend sa source dans la commune de Gillancourt et se jette  dans la Marne à Isle-sur-Marne, après avoir traversé 34 communes. 

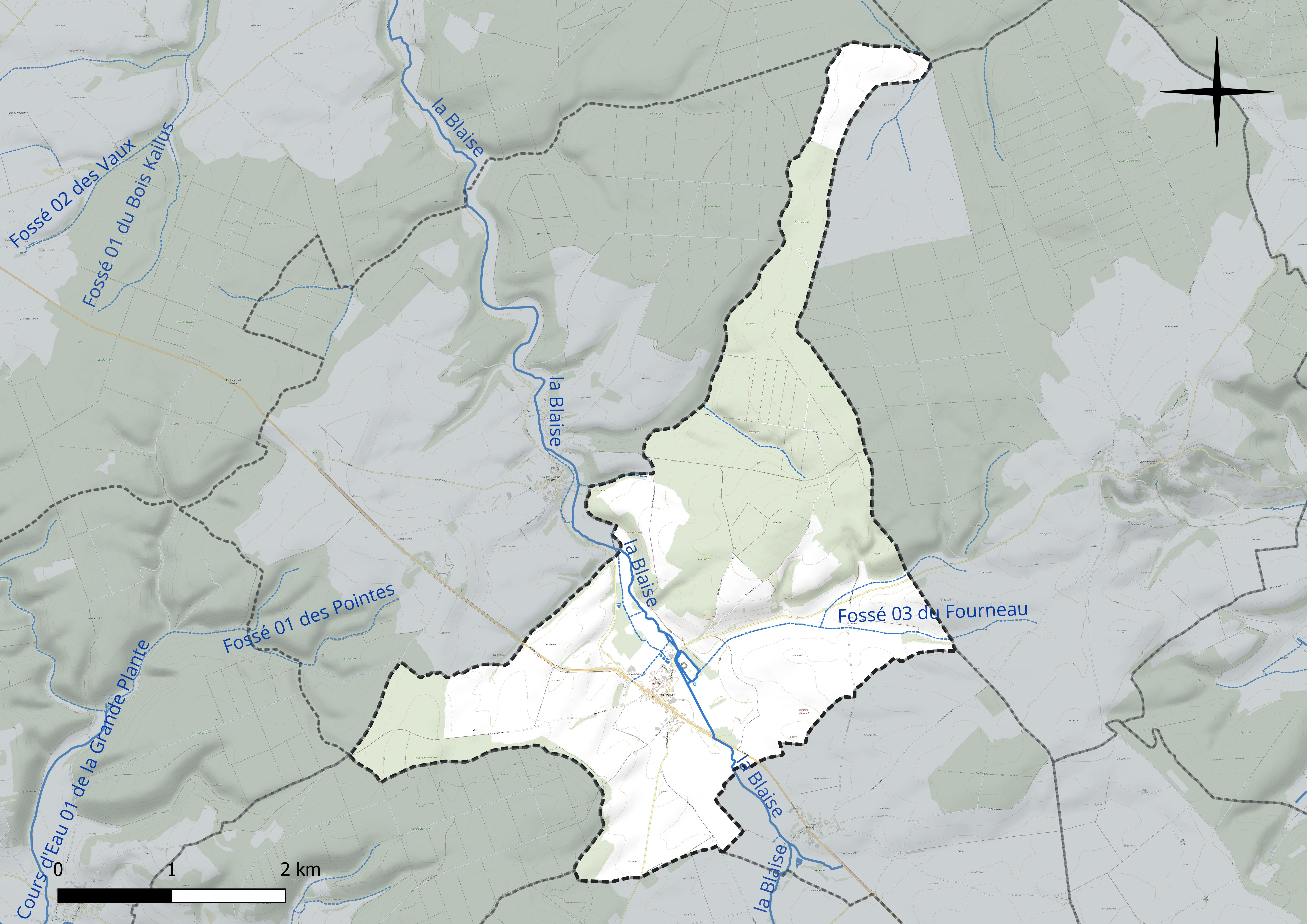
Réseau hydrographique de Juzennecourt.

### Climat
Pour des articles plus généraux, voir Climat du Grand Est et Climat de la Haute-Marne.
En 2010, le climat de la commune est de type climat de montagne, selon une étude du Centre national de la recherche scientifique s'appuyant sur une série de données couvrant la période 1971-2000. En 2020, Météo-France publie une typologie des climats de la France métropolitaine dans laquelle la commune est exposée à un climat océanique altéré et est dans la région climatique  Lorraine, plateau de Langres, Morvan, caractérisée par un hiver rude (1,5 °C), des vents modérés et des brouillards fréquents en automne et hiver. 
Pour la période 1971-2000, la température annuelle moyenne est de 9,9 °C, avec une amplitude thermique annuelle de 16 °C. Le cumul annuel moyen de précipitations est de 965 mm, avec 13,4 jours de précipitations en janvier et 9,4 jours en juillet. Pour la période 1991-2020, la température moyenne annuelle observée sur la station météorologique de Météo-France la plus proche, « Ailleville_sapc », sur la commune d'Ailleville à 23 km à vol d'oiseau, est de 11,4 °C et le cumul annuel moyen de précipitations est de 833,5 mm. 
La température maximale relevée sur cette station est de 41,3 °C, atteinte le 25 juillet 2019 ; la température minimale est de −19,7 °C, atteinte le 20 décembre 2009,,. 
Les paramètres climatiques de la commune ont été estimés pour le milieu du siècle (2041-2070) selon différents scénarios d'émission de gaz à effet de serre à partir des nouvelles projections climatiques de référence DRIAS-2020. Ils sont consultables sur un site dédié publié par Météo-France en novembre 2022.

## Urbanisme

### Typologie
Au 1er janvier 2024, Juzennecourt est catégorisée commune rurale à habitat dispersé, selon la nouvelle grille communale de densité à sept niveaux définie par l'Insee en 2022.
Elle est située hors unité urbaine. Par ailleurs la commune fait partie de l'aire d'attraction de Chaumont, dont elle est une commune de la couronne,. Cette aire, qui regroupe 112 communes, est catégorisée dans les aires de 50 000 à moins de 200 000 habitants,.

### Occupation des sols
L'occupation des sols de la commune, telle qu'elle ressort de la base de données européenne d’occupation biophysique des sols Corine Land Cover (CLC), est marquée par l'importance des territoires agricoles (55,3 % en 2018), une proportion sensiblement équivalente à celle de 1990 (55,1 %). La répartition détaillée en 2018 est la suivante : 
terres arables (47,3 %), forêts (39,4 %), prairies (8 %), milieux à végétation arbustive et/ou herbacée (3,2 %), zones urbanisées (2,1 %). L'évolution de l’occupation des sols de la commune et de ses infrastructures peut être observée sur les différentes représentations cartographiques du territoire : la carte de Cassini (XVIIIe siècle), la carte d'état-major (1820-1866) et les cartes ou photos aériennes de l'IGN pour la période actuelle (1950 à aujourd'hui).

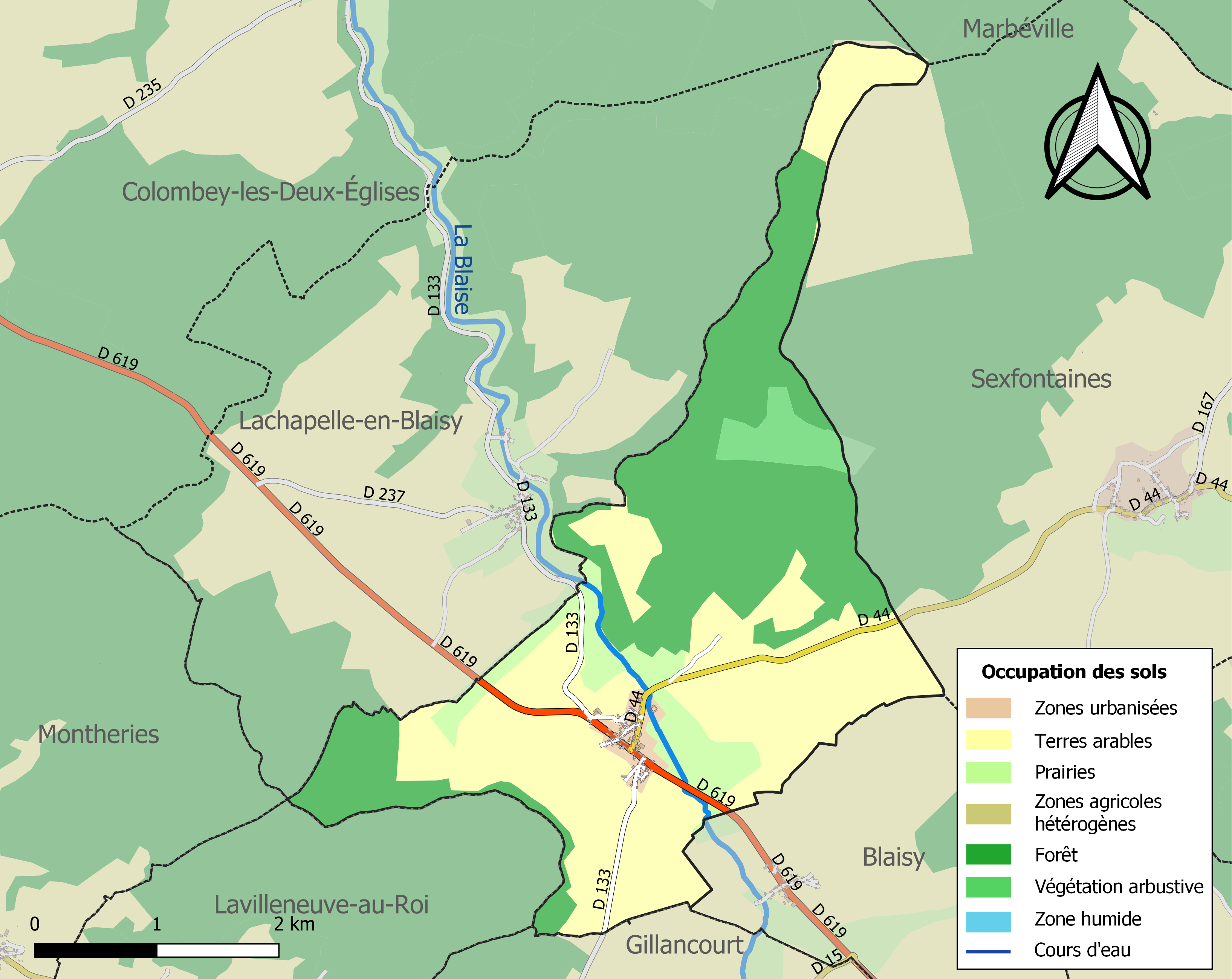
Carte des infrastructures et de l'occupation des sols de la commune en 2018 (CLC).

## Toponymie
Le nom de la localité est attesté sous les formes Jusana curia (vers 1172) ; Juseinecurt (1179) ; Juseinecort, Juseinnicort, Gesseinnicort (1222-1243) ; Jussanacuria (1224) ; Jusana Curia (1227) ; Jusenecort (1228) ; Jusannecourt (1233) ; Jusennecort (1245) ; Jusenicuria (1256-1270) ; Juxainnecor (1271) ; Jusignicourt, Gisinicourt, Geseinecourt, Giseinecourt (1274-1275) ; Jugenecort, Jusienecort (1285) ; Jusinicourt (1313) ; Juseignicourt (1326) ; Jugenecourt (1396) ; Jusanna curia (1436) ; Jusennecourt (1437) ; Juzannecort, Juzencourt (1486) ; Juzennecourt (1519) ; Juzannecourt (1570) ; Suzainnecourt (1700) ; Juzannecour (1732) ; Suzennecourt (1769).

Dérivé de Corte jusana (« domaine d'en bas »).

## Politique et administration
| Période                                  | Période  | Identité             | Étiquette | Qualité |
| ---------------------------------------- | -------- | -------------------- | --------- | ------- |
| mars 2001                                | En cours | Jean-Marie Watremetz | UMP       |         |
| Les données manquantes sont à compléter. |          |                      |           |         |

## Population et société

### Démographie

#### Évolution démographique

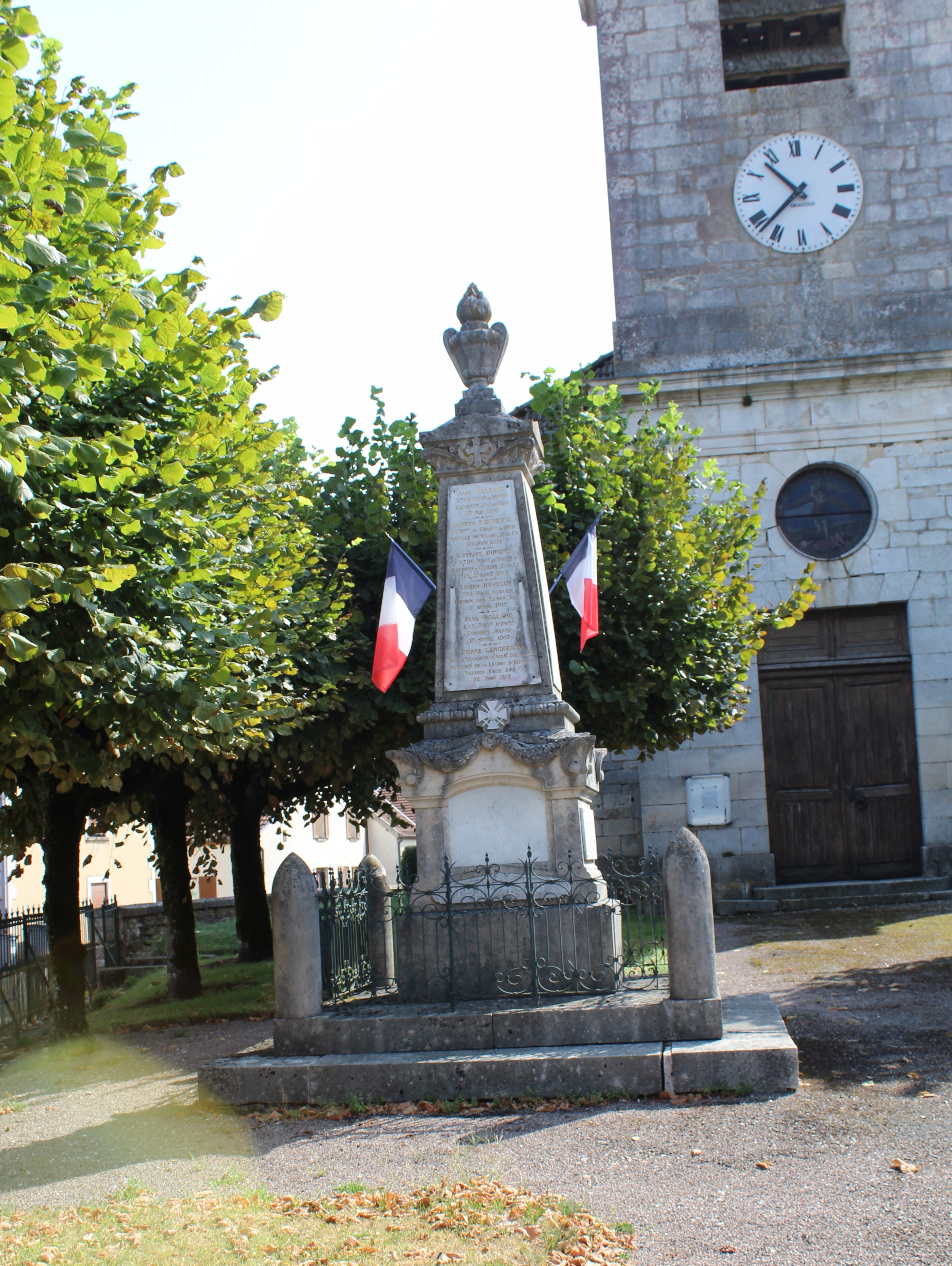
Le monument aux morts.

L'évolution du nombre d'habitants est connue à travers les recensements de la population effectués dans la commune depuis 1793. Pour les communes de moins de 10 000 habitants, une enquête de recensement portant sur toute la population est réalisée tous les cinq ans, les populations de référence des années intermédiaires étant quant à elles estimées par interpolation ou extrapolation. Pour la commune, le premier recensement exhaustif entrant dans le cadre du nouveau dispositif a été réalisé en 2007.

En 2022, la commune comptait 199 habitants, en évolution de −5,24 % par rapport à 2016 (Haute-Marne : −4,62 %, France hors Mayotte : +2,11 %).
| 1793 | 1800 | 1806 | 1821 | 1831 | 1836 | 1841 | 1846 | 1851 |
| ---- | ---- | ---- | ---- | ---- | ---- | ---- | ---- | ---- |
| 264  | 243  | 251  | 276  | 338  | 371  | 348  | 376  | 404  |

| 1856 | 1861 | 1866 | 1872 | 1876 | 1881 | 1886 | 1891 | 1896 |
| ---- | ---- | ---- | ---- | ---- | ---- | ---- | ---- | ---- |
| 347  | 345  | 341  | 315  | 306  | 301  | 329  | 303  | 282  |

| 1901 | 1906 | 1911 | 1921 | 1926 | 1931 | 1936 | 1946 | 1954 |
| ---- | ---- | ---- | ---- | ---- | ---- | ---- | ---- | ---- |
| 265  | 268  | 245  | 212  | 215  | 219  | 207  | 232  | 252  |

| 1962 | 1968 | 1975 | 1982 | 1990 | 1999 | 2006 | 2007 | 2012 |
| ---- | ---- | ---- | ---- | ---- | ---- | ---- | ---- | ---- |
| 181  | 193  | 154  | 135  | 148  | 177  | 205  | 209  | 214  |

| 2017 | 2022 | - | - | - | - | - | - | - |
| ---- | ---- | - | - | - | - | - | - | - |
| 213  | 199  | - | - | - | - | - | - | - |

## Héraldique
| Armes de Juzennecourt | Les armes de Juzennecourt se blasonnent ainsi : d'azur au chevron accompagné, en chef, de deux étoiles et, en pointe, d'un croissant, le tout d'or, au chef d'azur chargé de trois pals aussi d'or. |

## Culture locale et patrimoine

### Lieux et monuments

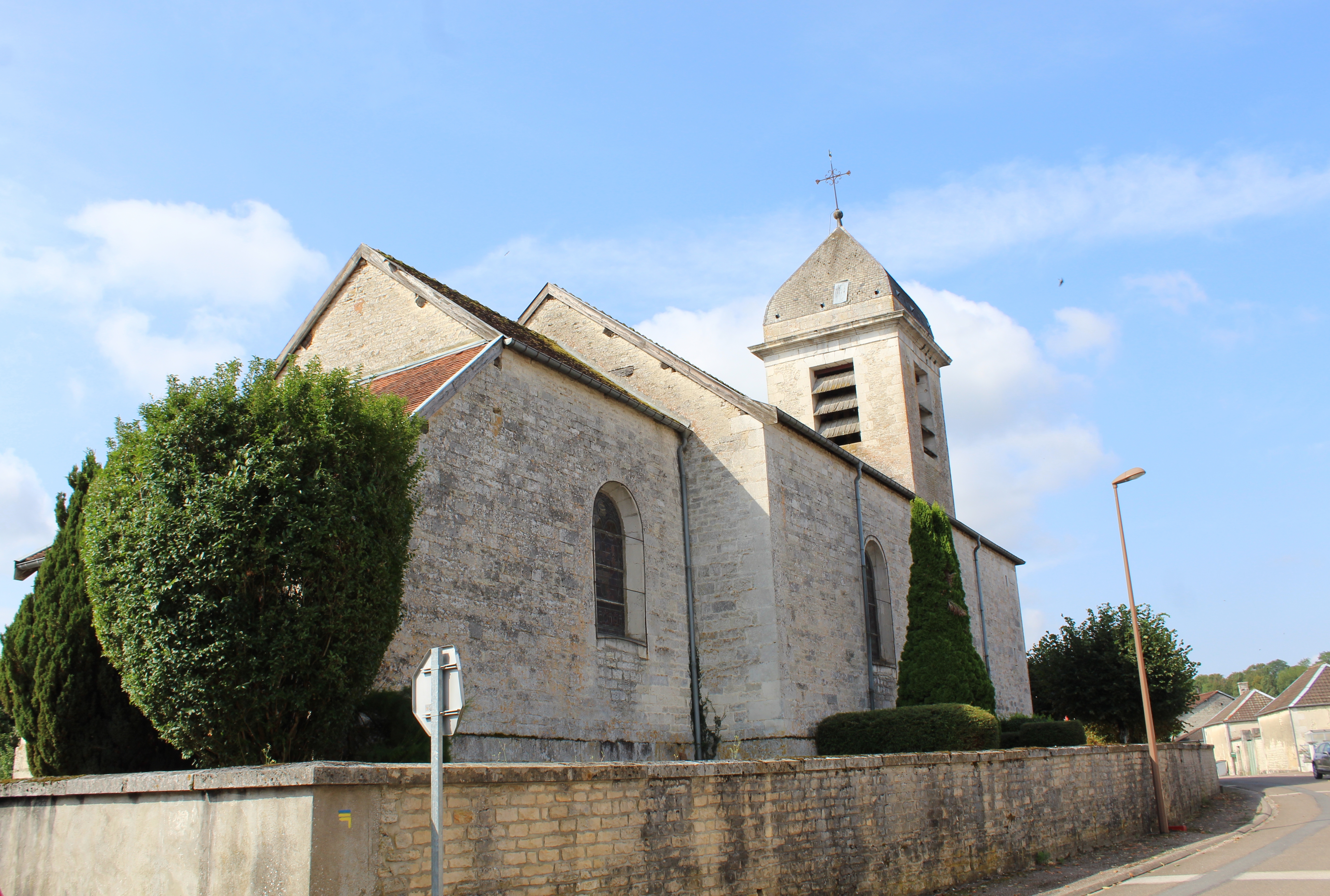
L'église.

- Le château de Juzennecourt.

### Personnalités liées à la commune
- Denis Auguste Duchêne (1862-1950), général français qui s'est illustré pendant la guerre de 1914-1918, natif de la commune.